# HD 210918
HD 210918，又名CD-4114804，SAO 231045、HR 8477，是一颗恒星，视星等为6.23，位于銀經358.68，銀緯-54.97，其B1900.0坐标为赤經22h 8m 32s，赤緯-41° -54.97′ 19″。